# Wuermeling-Pass

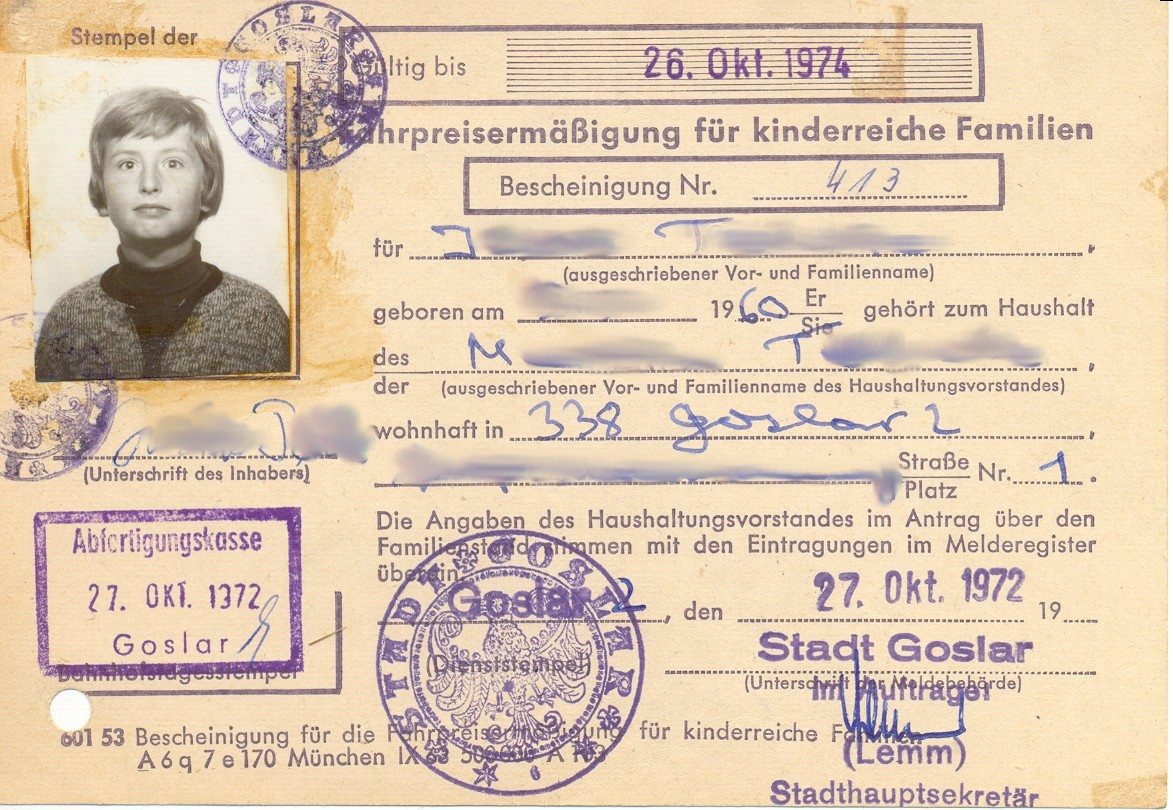
Beispiel eines Wuermeling-Ausweises

Der Wuermeling-Pass, auch Würmeling-Pass geschrieben und Karnickelpass, Karnickelschein oder einfach Wuermeling genannt, war die umgangssprachliche Bezeichnung für den Berechtigungsausweis „Fahrpreisermäßigung für kinderreiche Familien“.

## Geschichte
Den Ausweis bot die Deutsche Bundesbahn (DB) aufgrund eines Beschlusses der Bundesregierung unter Konrad Adenauer vom 14. Dezember 1955 für Kinder bis zum 25. Lebensjahr aus kinderreichen Familien an. Dem vorausgegangen waren 50-%-Ermäßigungen der DB für Kinder aus kinderreichen Familien vom 10. bis zum 18. Lebensjahr. Der Beschluss wurde auf Betreiben des damaligen Familienministers Franz-Josef Wuermeling verabschiedet. Die Tarifänderung trat zum 15. März 1956 in Kraft und war bis zum 31. Dezember 1992 gültig. Die Deutsche Bahn AG als Nachfolgerin der Deutschen Bundesbahn stellte das Angebot zum 1. April 1999 im Rahmen einer Tarifänderung der BahnCard endgültig ein. Zuletzt war es für einige Zeit in die Palette der unterschiedlichen BahnCards einbezogen worden und trug für kurze Zeit offiziell den Namen „BahnCard Wuermeling“. Diese war sogar eine deutliche Angebotsverbesserung gegenüber dem alten Berechtigungsausweis, da auch Kinder bis 11 Jahren 50 % Ermäßigung auf den Kinderfahrpreis erhielten.

## Vorteile
Die Berechtigungsausweise wurden an „kinderreiche Familien mit mindestens drei ledigen Kindern“ ausgegeben. Kinder vom 12. bis 18. Lebensjahr zahlten für einfache Fahrten, Rückfahrkarten, Ferienfahrkarten und Schnellzug-Zuschläge nur die Hälfte. Auf Grund des Gesetzes wurde die bestehende Regelung der DB auf Kinder vom 18. bis 25. Lebensjahr erweitert, soweit sie unverheiratet waren und Kindergeld für sie gezahlt wurde. Entfiel die Anspruchsberechtigung für eins von drei Kindern, stand den verbleibenden Kindern keine Ermäßigung mehr zu.